# Thiện Tài đồng tử

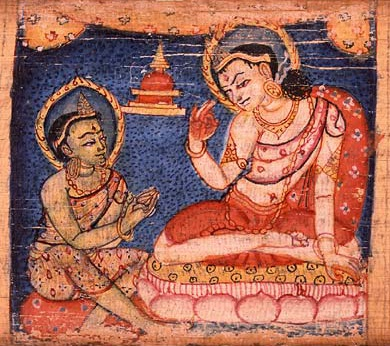
Tranh miêu tả cảnh Thiện Tài đồng tử tu học cùng với Bồ tát Di Lặc, theo kinh Hoa Nghiêm thì Di Lặc khảy tay ba cái để mở Tỳ Lô Giá Na lâu các. (Nepal, thế kỷ 11-12.)

Thiện Tài đồng tử (tiếng Phạn:Sudhanakumâra, tiếng Trung Quốc: 善財 童子; bính âm: Shàncáitóngzǐ), hay còn gọi là Thiện Tài, là nhân vật chính trong Phẩm Nhập Pháp Giới trong kinh Hoa Nghiêm, đây là phẩm quan trọng và dài nhất của kinh này. Thiện Tài đồng tử xuất hiện trong Phật giáo, Đạo giáo và những câu chuyện dân gian, hầu hết được miêu tả cùng với Long Nữ như là một tiểu đồng hầu cận của Bồ tát Quán Thế Âm. Hình tượng Thiện Tài và Long Nữ xuất hiện cùng với Quán Thế Âm rất có thể bị ảnh hưởng bởi cặp Kim Đồng (tiếng Trung Quốc: 金童; bính âm: Jintong) Ngọc Nữ (tiếng Trung Quốc: 玉女; bính âm: Yùnǚ) hầu cận bên cạnh Ngọc Hoàng Thượng đế. Thiện Tài đồng tử cũng là nhân vật Hồng Hài Nhi trong cuốn tiểu thuyết cổ điển hư cấu Tây Du Ký.

## Kinh Hoa Nghiêm
Theo phẩm Nhập Pháp Giới trong Kinh Hoa Nghiêm (quyển 45, bản dịch cũ), Thiện Tài là một cậu bé người Ấn Độ, con trai của một vị trưởng giả ở Phúc Thành, từ khi mang thai cho đến lúc sinh ra Thiện Tài đồng tử thì trong nhà tự nhiên xuất hiện nhiều điềm lành và các thứ trân bảo quý hiếm, vì thế trưởng giả đặt tên cho con là Thiện Tài (của cải tốt lành).
Về sau, sau khi được sự chỉ dạy từ Bồ Tát Văn Thù, Thiện Tài đồng tử đi khắp các nước ở Phương Nam để tìm cầu sự giác ngộ. Cậu đã trải qua 53 chặng đường cầu đạo và gặp 53 vị thiện tri thức, trong đó có bốn Bồ tát quan trọng đã giáo dưỡng, hộ niệm cho Thiện Tài trên bước đường tu, đó là Văn Thù Sư Lợi, Quán Thế Âm, Di Lặc và Phổ Hiền. 53 trạm của con đường Tōkaidō ở Nhật Bản là một phép ẩn dụ cho cuộc hành trình của Thiện Tài. Quán Thế Âm là vị thiện tri thức thứ 28 mà Thiện Tài đã đến cầu đạo với ngài tại Phổ Đà Sơn (Potalaka). Khi gặp Bồ tát Di Lặc, Thiện Tài được ngài cho vào tham quan Tỳ Lô Giá Na lâu các. Cuối cùng, Thiện Tài đồng tử đến đạo tràng của Bồ Tát Phổ Hiền và chứng ngộ Pháp giới Vô Sinh.
Trong Phật giáo Đại Thừa thường dùng hình ảnh Thiện tài đồng tử làm ví dụ để minh chứng cho lý Tức Thân Thành Phật, còn quá trình cầu đạo và tu chứng của Thiện Tài Đồng Tử thì biểu hiện cho các giai đoạn chứng ngộ và đi vào Pháp Giới của Kinh Hoa Nghiêm từ quả vị Bồ Tát Thập Tín cho đến Thập Trụ, Thập Hành, Thập Hồi Hướng, Thập Địa.
Theo Hoa Nghiêm Kinh Thám Huyền Ký (quyển 18),  thì việc Thiện Tài đồng tử tham học các thiện tri thức có các ý nghĩa sau: Thiện tri thức là khuôn phép, là thắng duyên lớn, giúp phá trừ kiếp chấp ngã mạn, xa lìa các niệm ma vi tế, nương thành hạnh, nương hiển vị, hiển bày  sự sâu rộng và nên rõ lý duyên khởi.
Hành trình cầu đạo của Thiện Tài và kinh Hoa Nghiêm rất phổ biến ở Trung Quốc vào đời nhà Tống.

## Nam Hải Quan Âm Toàn Truyện

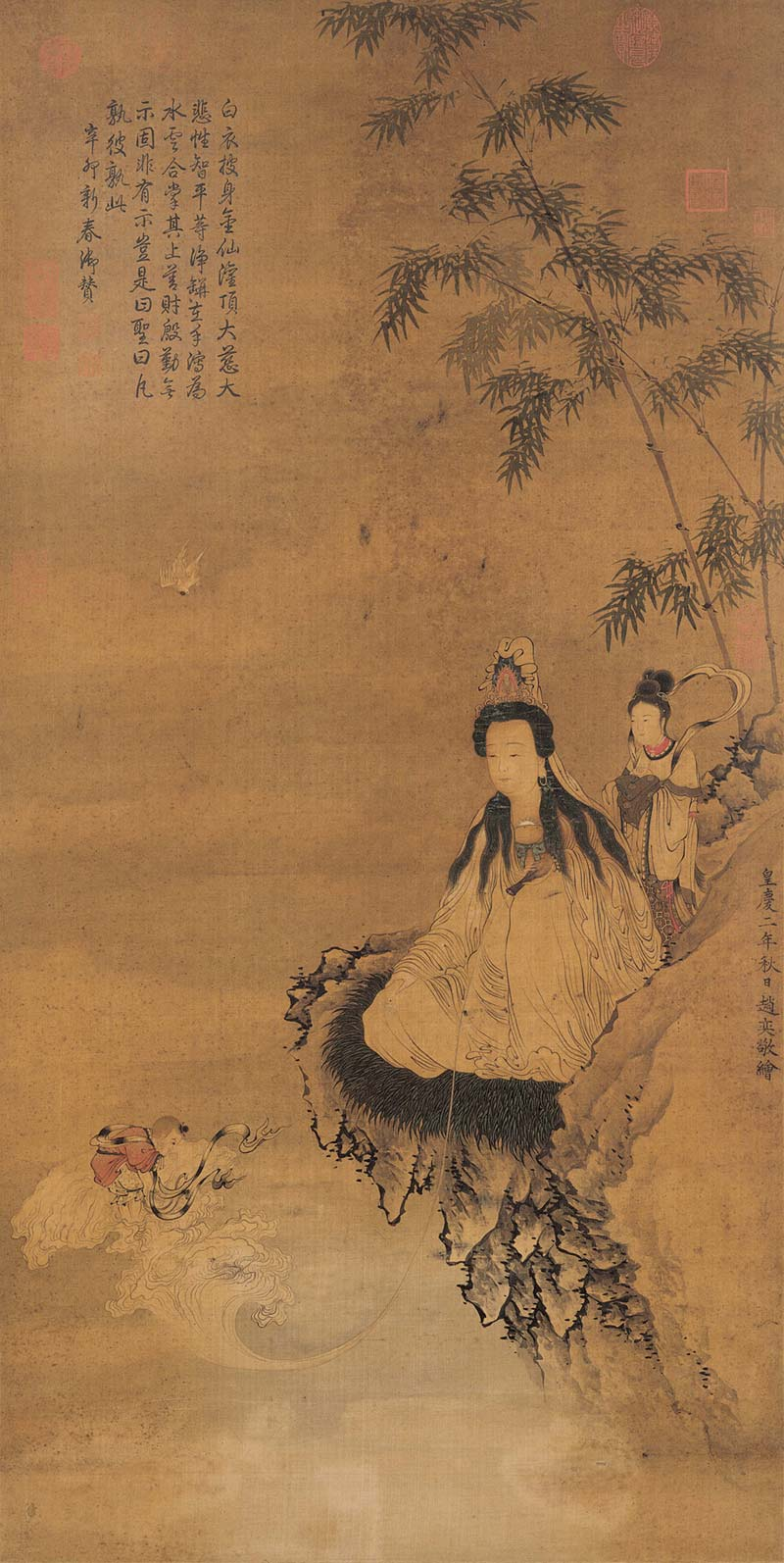
Tranh vẽ Thiện Tài đồng tử đứng trên sóng, cùng với Quán Thế Âm bồ tát, Long Nữ và chim Anh Ca trắng bay phía trên.

Trong chương 18 của Nam Hải Quan Âm Toàn Truyện (tiếng Trung Quốc: 南海觀音全撰; bính âm: Nánhǎi Guānyīn Quánzhuàn), một cuốn tiểu thuyết viết vào thế kỷ thứ 16 đời nhà Minh, là tác phẩm đầu tiên biến hình ảnh Thiện Tài đồng tử thành người hầu cận của Quán Thế Âm Bồ tát, miêu tả Thiện Tài là một bé trai mồ côi từ nhỏ xin theo Phật Quan Âm Hương Tích, cùng với con gái của Long Vương là Long Nữ, đội lốt Lý Ngư và bị mắc nạn, được Quan Âm cứu và trả về Thủy Đình, sau trở lại xin theo ngài để tu hành.
Thiện Tài đồng tử là một cậu bé mồ côi phát nguyện tu hành quy y Phật pháp nhưng chưa chứng quả. Nghe tin ở Phổ Đà Sơn có Bồ Tát nên quyết chí vượt qua mấy muôn dặm đến đây để hầu ngài và xin làm đệ tử. Trước khi ưng chuẩn lời nguyện ấy, Đức Bồ Tát muốn thử tâm chí coi ra sao, bèn truyền cho sơn thần, thổ địa hóa làm ăn cướp đến vây đánh Phổ Đà Sơn. Riêng về phần Ngài thì Ngài giả dạng sợ sệt, kêu la cầu cứu và giả té xuống hố sâu. Thấy vậy Thiện Tài đồng tử chạy theo cứu thầy và nhảy luôn xuống hố. Từ đó Thiện Tài được Quan Âm nhận làm đệ tử hầu cận ngài.

## Thiện Tài Long Nữ Bảo Tuyển
Thiện Tài Long Nữ Bảo Tuyển (zh:善財龍女寶撰; bính âm: Shàncái Lóngnǚ Bǎozhuàn) là một cuốn sách có thể có nguồn gốc từ Lão giáo ở khoảng thế kỷ 18-19 gồm 29 tờ kể huyền thoại khác về việc Thiện Tài và Long Nữ trở thành người hầu của Bồ Tát Quán Thế Âm. Văn thư này được viết vào thời Đường Hy Tông.

## Hồng Hài Nhi
Thiện Tài là Pháp danh của Hồng Hài Nhi trong cuốn tiểu thuyết cổ điển Tây Du Ký của Trung Quốc. Hồng Hài Nhi là con trai của Thiết Phiến công chúa và người anh kết nghĩa của Tôn Ngộ Không là Ngưu Ma Vương. Hồng Hài Nhi vì tội bắt cóc Huyền Trang và Trư Bát Giới, và ngồi lên đài sen của Quán Thế Âm Bồ tát cho nên bị phạt phải xuất gia cửa Phật và theo tu học với Quán Thế Âm.

## Nhầm lẫn
Do Thiện Tài đồng tử thường được vẽ hoặc đúc tượng với hình ảnh của một cậu bé theo hầu Quán Thế Âm cho nên có một số lẫn lộn với các nhân vật sau:
- Con trai của Thị Mầu: theo truyền thuyết Quan Âm Thị Kính của Việt Nam, Thị Mầu bị chửa hoang và vu khống đứa con là của Thị Kính. Thị Kính nhẫn nhục chịu hàm oan và vẫn nuôi dưỡng đứa bé đó, sau khi thành Bồ tát, Thị Kính cũng độ luôn con của Thị Mầu đắc quả hầu gần bên ngài. Vì sự tích này, ngày nay, người Việt Nam khi họa tượng Quan Âm thì thường vẽ kèm bên tay phải Quan Âm có một con chim mỏ ngậm xâu chuỗi bồ đề là Thiện Sĩ, dưới có đứa trẻ bận khôi giáp chắp tay hầu là con trai của Thị Mầu.[5]
- Mộc Tra: là nhân vật trong tiểu thuyết Phong Thần, con trai của Lý Tịnh và anh của Na Tra. Theo truyện này thì Mộc Tra là một đệ tử của Phổ Hiền Bồ Tát tu luyện ở núi Cửu Cung động Bạch Hạc.[6]. Tuy nhiên trong tác phẩm Tây Du Ký của Ngô Thừa Ân thì Mộc Tra theo phò Bồ Tát Quan Thế Âm dàn xếp các đệ tử cho Đường Tam Tạng thỉnh kinh theo lệnh của Bồ Tát và Như Lai và là người dùng tịnh bình hồ lô giúp thầy trò Đường Tăng qua sông Thông Thiên Hà.[7].